# Tanja
Tanja é uma Cantora  que irá representar a Estónia no Festival Eurovisão da Canção 2014, em Copenhague, Dinamarca, com sua canção "Amazing".